# 哈巴羅夫斯克區
哈巴罗夫斯克区（俄语：Хабаровский район）是俄羅斯远东联邦管区哈巴羅夫斯克邊疆區下辖的区，行政中心为哈巴罗夫斯克。该区面積为30,013.77平方公里，2019年人口92,039，人口密度每平方公里3.1人。